# Eilika av Sachsen
Eilika av Sachsen, Eilika Billung, född 1080/1081, död 16 januari 1142, begravd i Kloster Ballenstedt. Dotter till hertig Magnus av Sachsen och Sofia av Ungern.
Eilika blev grevinna av Ballenstedt och Anhalt samt arvtagare av Werben och pfalzgrevskapet Sachsen.
Eilika gifte sig 1095/1100 med greve Otto den rike av Ballenstedt (1070/1073-1123). Paret fick följande barn:
1. Albrekt Björnen (ca 1100-1170), hertig av Sachsen och markgreve av Brandenburg
2. Adelheid av Ballenstedt (ca 1100-efter 1139), gift 1. med markgreven av Nordmark, Heinrich von Stade (död 1128), gift 2. med greven av Osterburg, Werner III von Veltheim (död efter 1170)